# Parc des Sports du Bram
Der Parc des Sports du Bram liegt in der französischen Stadt Louhans, Département Saône-et-Loire in der Region Bourgogne-Franche-Comté. Es ist die sportliche Heimat des Louhans-Cuiseaux FC. Das Stadion hat 8400 Plätze (davon 4400 Sitzplätze). Das Stadion besteht aus vier Zuschauerrängen: die überdachte Haupttribüne im Westen, im Osten liegt die unüberdachte Gegentribüne bestehend aus einer Stahlkonstruktion, der überdachten Südtribüne und der unüberdachte Stehplatzbereich hinter dem Tor im Norden. Hinter der Südtribüne liegen in dem Sportpark vier Tennisplätze. Neben der Anlage im Osten fließt der Fluss Solnan vorbei.
| 0                                        | 0                                       | 0                          | 0                          |
| Blick von der Osttribüne auf den Südrang | Blick auf die unüberdachten Stehtribüne | Blick auf die Haupttribüne | Die Stahlrohr-Gegentribüne |